# Sopwith Cuckoo
Sopwith T.1 Cuckoo (Сопвич Т.1 «Кукушка») — торпедоносец ВВС Великобритании, биплан. Назначение — патрулирование акваторий.
В Первой мировой войне самолет принять участие не успел.

## Тактико-технические характеристики
Источник данных: Davis M., 1999.

Технические характеристики
- Экипаж: 1 пилот
- Грузоподъёмность: 1716
- Длина: 8,687 м
- Размах крыла: 14,25 м
- Высота: 3,25 м
- Площадь крыла: 52,58 м²
- Масса пустого: 997 кг
- Нормальная взлётная масса: 1761 кг
- Силовая установка: 1 × ПД Sunbeam Arab
- Мощность двигателей: 1 × 200 л.с. (1 × 147 кВт)

Лётные характеристики
- Максимальная скорость:  
  - у земли: 167 км/ч на 610 м
  - на высоте: 158 км/ч на 3050 м
- Продолжительность полёта: 4 ч
- Практический потолок: 3690 м
- Скороподъёмность:  
  - 610 м за 4 мин
  - 3050 м за 31 мин
- Нагрузка на крыло: 33,5 кг/м² (расч.)
- Тяговооружённость: 83,5 Вт/кг (расч.)

Вооружение
- Боевая нагрузка: 1 × 457 мм (18 д.) торпеда Mk.IX под фюзеляжем